# Lesley Vanderwalt
Lesley Vanderwalt (* 20. Jahrhundert in Neuseeland) ist eine australische Visagistin.

## Leben
Ursprünglich aus Neuseeland stammend zog Lesley Vanderwalt 1981 nach Australien, um für Regisseur George Miller am Film Mad Max II – Der Vollstrecker zu arbeiten. Nach Beendigung ihrer Arbeit blieb sie in Australien und arbeitete immer wieder mit Miller zusammen, so 1998 an Schweinchen Babe in der großen Stadt und Happy Feet (2006).
Des Weiteren hat sie an mehr als 50 Produktionen aus dem In- und Ausland mitgewirkt, so unter anderem für die Fernsehserie Farscape und Filme wie Dark City, Der große Gatsby und Star Wars: Episode II – Angriff der Klonkrieger. 2002 gewann sie den Branchenpreis Hollywood Makeup Artist and Hair Stylist Guild Awards für Moulin Rouge.
Für ihre Arbeit an Mad Max: Fury Road erhielt sie zusammen mit Elka Wardega und Damian Martin bei der Oscarverleihung 2016 einen Oscar in der Kategorie Bestes Make-up und Beste Frisuren. Sie gewann zusammen mit Damian Martin auch einen BAFTA-Film-Award in der gleichen Kategorie sowie einen weiteren Hollywood Makeup Artist and Hair Stylist Guild Award. Der Dreh zu Mad Max: Fury Road fand überwiegend in der Wüste Namib in Namibia unter widrigen Bedingungen statt. Vanderwalt übernahm zusammen mit Damien Martin, der für das Special-Effects-Make-up verantwortlich zeichnete, die Leitung für Make-up und Styling und hatte insgesamt eine 35 Mann starke Crew unter sich.